# Evangelische Kirche (Berstadt)

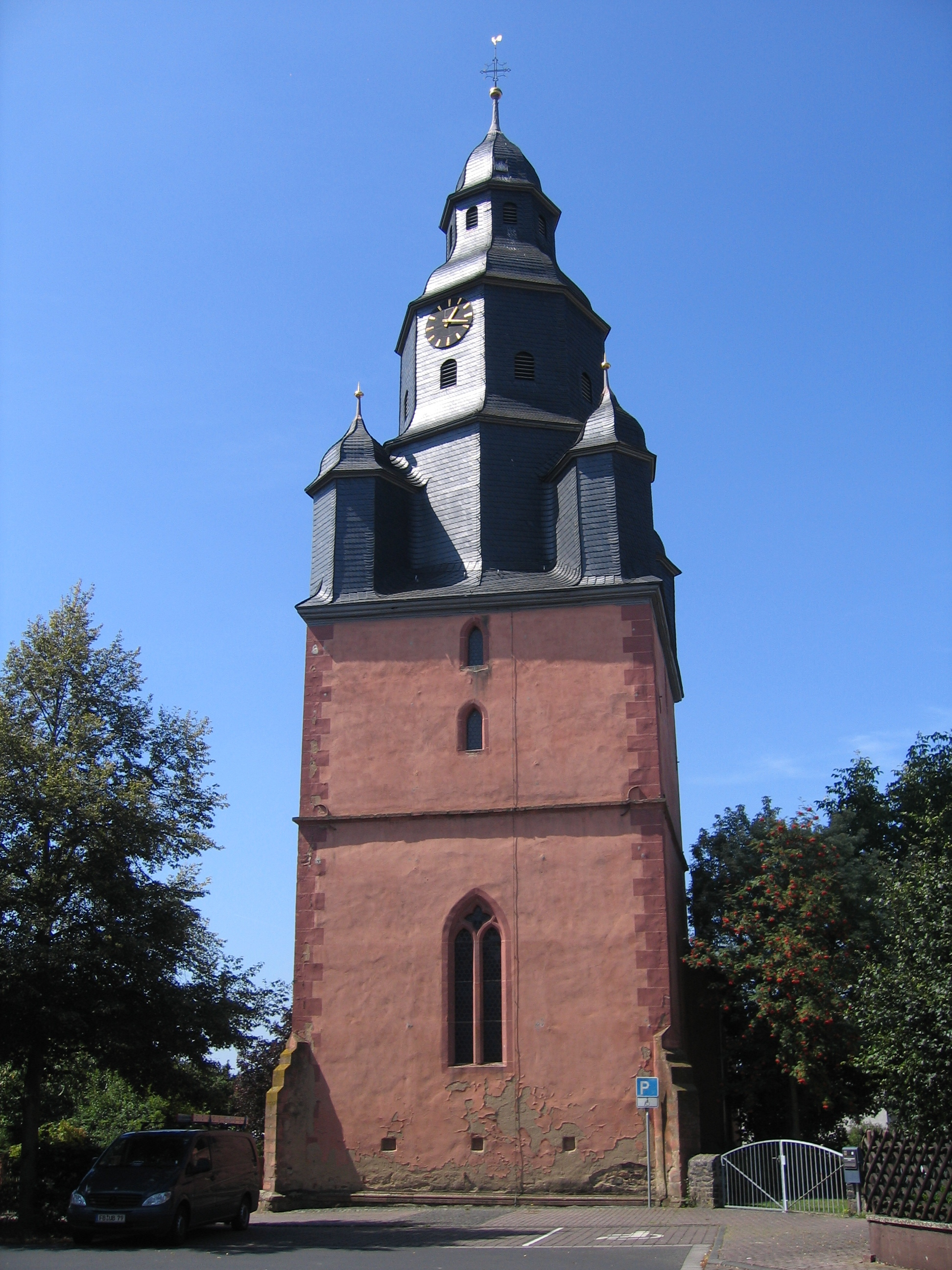
Evangelische Kirche (Berstadt)

Die Evangelische Kirche Berstadt ist ein denkmalgeschütztes Kirchengebäude, das in Berstadt steht, einem Ortsteil der Gemeinde Wölfersheim im Wetteraukreis (Hessen). Die Kirchengemeinde gehört zum Dekanat Wetterau in der Propstei Oberhessen der Evangelischen Kirche in Hessen und Nassau.

## Geschichte
Eine erste Kirche in Berstadt lässt sich mit dem Vorhandensein eines fuldischen Fronhofes belegen. Die Eigenkirche gehörte zum Fronhof in Berstadt.  Ein spätestens auf das Jahr 1039 zu datierendes Urbar des Abtes Richard von Fulda zählt zu Bingenheim zwei Sendbezirke mit fünf Kirchen in den Orten Echzell, Geiß-Nidda, Reichelsheim und Bingenheim. Dieses Urbar nennt eine Kirche mit vier Hufen und dem Zehnten (Ecclesia cum IIII hubis et decimis). Eine fünfte Hufe, die ebenfalls zum Fronhof zählte, wird „beneficium“ genannt. Gemeint ist hier eine Pfründe, die an ein geistliches Amt gebunden ist.

### Wunder am Grabe der Elisabeth von Thüringen
Während des Verfahrens zur Heiligsprechung der Thüringer Landgräfin Elisabeth wurde auch eine Wunderheilung aus Berstat berichtet. Nach dem Tod der Landgräfin 1231 begannen Pilgerfahrten an ihr Grab nach Marburg. Dabei wurde auf Wallfahrten an die Kirche im nahe gelegenen Geiß-Nidda aufgegeben, wie aus dem Wunderbericht der „Gerdudis de Bleichenbach“ zu erkennen ist. Knapp acht Monate nach dem Tod Elisabeths zog es auch Berstädter Pilger nach Marburg. Eine Mechthild aus Berstadt gab an, dass ihr Sohn am Grabe der Landgräfin geheilt wurde und dass die Pilgerfahrt von einem Ehepaar aus dem gleichen Ort die Finanzierung des Unternehmens übernommen wurde. Ähnliche Wunderberichte stammen aus anderen Orten der Wetterau, z. B. aus Langgöns, Pohl-Göns, Cleeberg, Heuchelheim, Beienheim, Büdingen, Lorbach u. a.
Das von Konrad von Marburg forcierte Heiligsprechungsverfahren verlief rasant. Schon 1235 wurde Elisabeth in Perugia heilig versprochen.

### Mainzer Besitz
1255 übertrug das Kloster Fulda die Berstädter Kirche ans das Mainzer Domkapitel. Die Kirche wurde nun dem Heiligen Bonifatius geweiht. Bereits ein Jahr zuvor, am 13. September 1254, erlaubte der Mainzer Erzbischof Gerhard I. von Dhaun die Übertragung dreier Kirchen an sein Domkapitel, darunter auch die Kirche zu „Berstatt“.

## Architektur
Die beiden unteren Geschosse des Chorturms stammen aus dem 13. Jahrhundert. Seinen schiefergedeckten, dreifach abgestuften achteckigen Helm zwischen den Wichhäuschen an den vier Ecken erhielt er zwischen 1628 und 1634. Der Chor im Erdgeschoss des Turms ist mit einem Kreuzrippengewölbe überspannt. Das mit einem Satteldach bedeckte Langhaus stammt aus der Mitte des 13. Jahrhunderts. Von ihm ist die nördliche Wand noch erhalten, die übrigen Wände gehören zu einer jüngeren Bauphase.
Der Innenraum ist mit einer Flachdecke überspannt, die von Unterzügen getragen wird. Die L-förmige Empore längs der Nord- und Westseite des Kirchenschiffs wurde 1545 eingebaut, aber zwischenzeitlich erneuert. Die Kanzel aus der Zeit um 1700 steht an der südlichen Längswand des Kirchenschiffs.

## Orgel
Die heutige Orgel mit 14 Registern, zwei Manualen und Pedal wurde 1962 von Förster & Nicolaus Orgelbau errichtet.
Nach dem Dreißigjährigen Krieg wurden in der Wetterau zwischen 1648 und 1684 insgesamt 15 errichtet. Erstmals erfolgte 1670 der Bau einer Orgel in der Berstädter Kirche. Bereits 1668 baute man in die Kirche eine Orgelbühne ein. Die Orgel wurde 1669 gekauft, aber erst 1670 fertiggestellt. Der Orgelbauer wird in den Unterlagen nicht namentlich genannt.
Die neue Orgel bedingte einen Wechsel in der Kirchenmusik. Der dafür zuständige 2. Lehrer Philipp Römer, aus Gießen stammend, verzweifelte am Orgelspiel und resignierte. Er lebte fortan als Bauer im Ort. Der erste Organist wurde Johann Peter Meles 1669 in Berstadt als Diakon eingestellt. Nach dem Tode seines Vaters Johannes Meles (Amtszeit 1635–1683) wurde er Inhaber der örtlichen Pfarrstelle, starb aber bereits im August des gleichen Jahres.
Die Orgel musste bereits 1687 repariert werden durch einen Siegfried von Staden. Dann hielt die Orgel die Beanspruchung länger aus. Johann Friedrich Syer aus Nieder-Florstadt reparierte die Orgel 1760 und 1766. Aber wieder 20 Jahre später folgte eine erneute Reparatur durch den Orgelbauer Johann Andreas Heinemann aus Gießen.
Schließlich bestellte man eine neue Orgel bei Friedrich Wilhelm Bernhard aus Romrod. Diese wurde 1846 gebaut. Die Kosten dafür betrugen 2300 Gulden, welche die bürgerliche Gemeinde, welche die Baulast trug, plötzlich nicht mehr bezahlen wollte.
Dem Romröder Orgelbauer wurde nun vorgeworfen, er strebe ein Monopol beim Bau von Orgeln in Oberhessen vor. 1850 beglich man dann die Restforderungen Bernhards. Die alte Orgel wurde am 29. April an die evangelische Kirche Usenborn verkauft, wo sie sich noch immer in Betrieb befindet. Die Bernhard-Orgel wurde 1874 und 1898 repariert.
Die heutige Orgel stammt aus dem Jahr 1962. Die alte Orgel wurde aus dem Chor entfernt und die neue innen über dem Westportal errichtet. Damit entledigtge sich die bürgerlichen Gemeinde der Baulast für die Orgel, die nur für den Turm galt. 1985 wurde der jährliche Organistenzuschuss abgelöst.
Der Organistendienst fiel in der Gemeinde „seit altersher“ den Lehrern zu, die dafür einen eher kläglichen Sold erhielten. Unter Pfarrer Johann Heinrich Karl Kullmann (Amtszeit 1907–1934) übernahmen nach einigen Querelen unter den örtlichen Lehrern andere Ortsbürger das Orgelspiel.

## Glocken

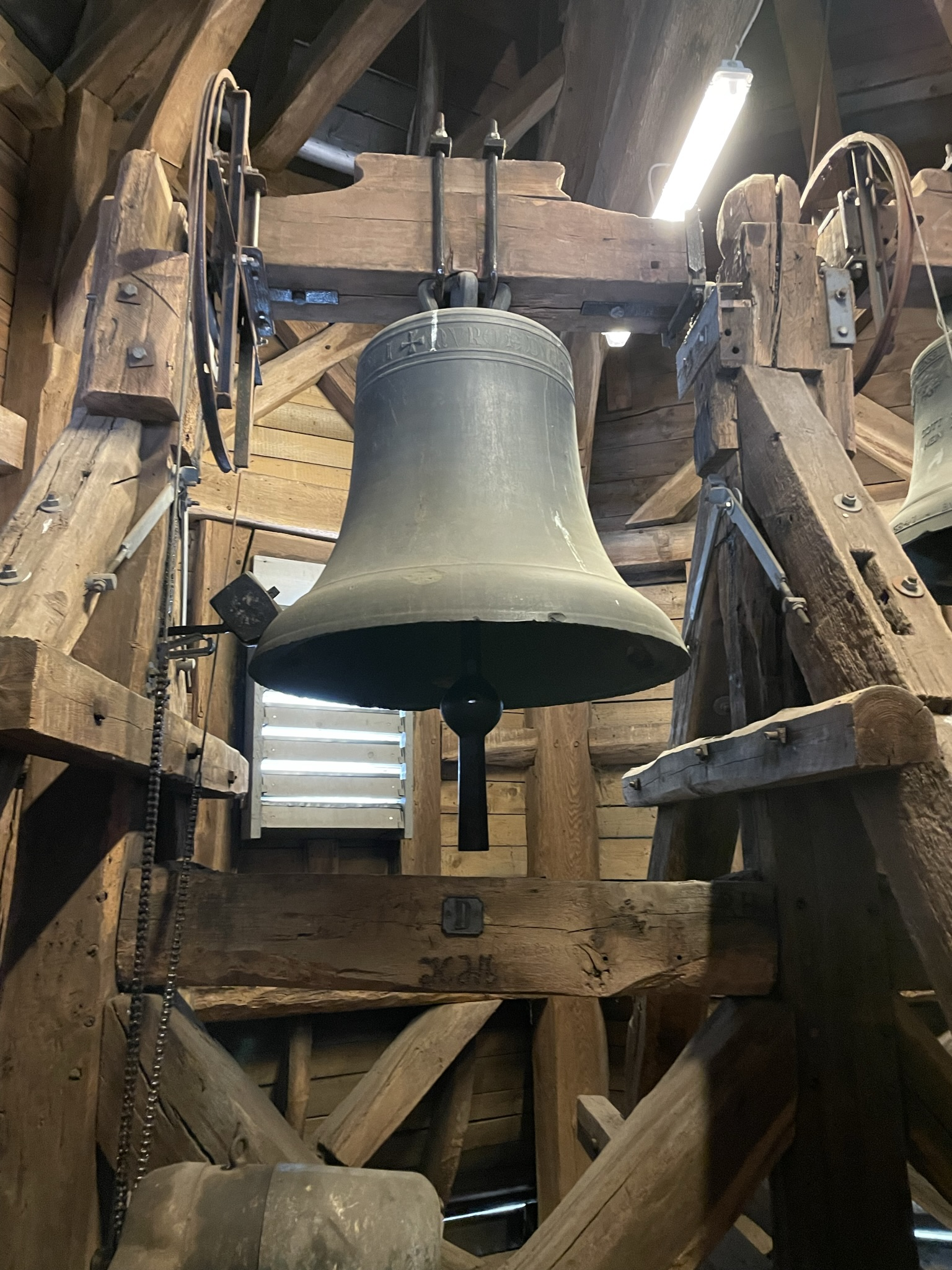
Große Glocke (Historische Glocke)

Die älteste Glocke stammt aus dem 14. Jahrhundert. Sie trägt eine lateinische Inschrift mit Majuskeln. Ihr Gewicht sind 1200 Pfund, ihr Durchmesser 97 cm. Aus Rechnungen für Glockenseile kann man erkennen, dass um 1600 zwei Glocken vorhanden waren. Zwischen 1600 und 1621 wurde eine dritte Glocke angeschafft. 1664 wurde eine Torglocke gegossen. Eine weitere Glocke, welche 1696 gegossen wurde, hielt nicht lange. „1719, den 10. August ist ein Riss und Sprung drein kommen, dass sie nicht mehr klinget.“ Im Oktober 1719 wurde sie in Gießen neu gegossen. Dort wurde die sieben Zentner schwere Glocke noch im gleichen Monat abgeholt und wieder auf den Kirchturm gezogen. Vier Jahre später musste die Glocke erneut gegossen werden, die zu schwer war und deshalb 1725 eine leichtere Glocke gegossen wurde.
Diese wog 800 Pfund und hatte einen Durchmesser von 79 cm. Die Inschrift lautete: „Goss mich Johann Andreas Hensel in Giessen vor die Gemeinde Berstadt.“ Eine weitere Inschrift auf der Glocke:„Herr Johann Friedel Pastor. Gott geb, dass jederzeit in Ruh und Frieden kling mein Ton zu seiner Ehr und alles wohl geling.“
Die drei Glocken sind in einem Holzglockenstuhl im Helm des Kirchturms aufgehängt.
| Glocke | Gießer/Gussjahr       | Schlagton„“ |
| ------ | --------------------- | ----------- |
| 1      | 14. Jh. Unbekannt     | a1          |
| 2      | 1929 von Rincker Sinn | c2          |
| 3      | 1921 von Rincker Sinn | d2          |